# Chevigny
Chevigny település Franciaországban, Jura megyében. Lakosainak száma 268 fő (2022. január 1.). Chevigny Peintre, Auxonne, Frasne-les-Meulières, Menotey és Rainans községekkel határos.

## Népesség
A település népességének változása:
| Lakosok száma | 173  | 192  | 198  | 265  | 283  | 283  | 280  | 281  | 281  | 268  |
|               | 1968 | 1982 | 1990 | 2006 | 2013 | 2015 | 2017 | 2019 | 2020 | 2022 |